# Бялобжеги (Замойский повет)
Бялобжеги (пол. Białobrzegi) — деревня в Замойском повете Люблинского воеводства Польши. Входит в состав гмины Замость. Находится примерно в 9 км к северо-западу от центра города Замосць. По данным переписи 2011 года, в деревне проживало 452 человека.
В 1975—1998 годах деревня входила в состав Замойского воеводства.

## Население
Демографическая структура по состоянию на 31 марта 2011 года:
|         | Всего | До трудоспособного возраста | Трудоспособного возраста | Старше трудоспособного возраста |
| ------- | ----- | --------------------------- | ------------------------ | ------------------------------- |
| Мужчины | 235   | 40                          | 178                      | 17                              |
| Женщины | 217   | 31                          | 135                      | 51                              |
| Всего   | 452   | 71                          | 313                      | 68                              |